# Pangereman
Pangereman is een bestuurslaag in het regentschap Sampang van de provincie Oost-Java, Indonesië. Pangereman telt 5166 inwoners (volkstelling 2010).